# Bogdan Musiol
Bogdan Musiol (n. 25 iulie 1957, Świętochłowice, Voievodatul Silezia, Polonia) este un bober ce a reprezentat Republica Democrată Germană și Republica Federală Germania, medaliat olimpic. A participat la 5 ediții ale Jocurilor Olimpice (1980, 1984, 1988, 1992, 1994) în care a câștigat o medalie de aur, 5 medalii de argint și o medalie de bronz.